# Lucas Radebe
Lucas Radebe (* 12. April 1969 in Diepkloof, Soweto) ist ein ehemaliger südafrikanischer Fußballspieler.

## Karriere
Lucas Radebe, Spitzname The Chief spielte in seiner Jugendzeit in Südafrika in Bloemfontein. Seine Karriere begann er 1991 beim südafrikanischen Vorzeigeklub, den Kaizer Chiefs in Johannesburg. Zur Saison 1994/95 wechselte er 24-jährig in die englische Premier League zu Leeds United, wo er nach der Saison 2005/06 seine Karriere beendete.
Sein erstes Länderspiel für Südafrika absolvierte Radebe 1992. 1996 gewann er zusammen mit Südafrika den Afrika-Cup im eigenen Land und 1998 und 2002 vertrat er die südafrikanische Nationalmannschaft als Kapitän bei der WM in Frankreich und in Japan / Südkorea. 2002 gab er dabei nach einer zweijährigen Knieverletzung sein Comeback.

## Erfolge und Auszeichnungen
- 3. Platz in der Premier League 1999/2000 mit Leeds United
- FIFA-Fairplay-Preis 2000
- Champions-League-Halbfinale 2000/01 mit Leeds United
- Platz 54 bei der Wahl zum größten Südafrikaner im Jahr 2004
- 2005 erhielt er den Order of Ikhamanga in Silber.[1]